# 波特兰日本花园
波特兰日本花园（Portland Japanese Garden）是位于美国波特兰华盛顿公园内的一个日本花园，由一个私营非营利性组织所有，面积12英畝（4.9公頃）。

## 历史
1958年，波特兰成为札幌的姊妹城市，波特兰的政商界人士开始考虑在波特兰建一个富有日本风情的建筑。1962年6月4日，市议会决定在华盛顿公园内建一个日本花园。花园位于一座小山脚下，原址为波特兰动物园。花园设计人是东京农业大学的教授户野琢磨。1963年始建，1967年对外开放。